# Liste der Biografien/Krat
Liste der Biografien |
Portal Biografien |
Personensuche
# |
A |
B |
C |
D |
E |
F |
G |
H |
I |
J |
K |
L |
M |
N |
O |
P |
Q |
R |
S |
T |
U |
V |
W |
X |
Y |
Z |
?
 
Ka |
Kb |
Kc |
Kd |
Ke |
Kf |
Kg |
Kh |
Ki |
Kj |
Kl |
Km |
Kn |
Ko |
Kp |
Kr |
Ks |
Kt |
Ku |
Kv |
Kw |
Ky |
Kx |
Kz
 
Kra |
Krb |
Krc |
Kre |
Krg |
Krh |
Kri |
Krj |
Krk |
Krl |
Krm |
Krn |
Kro |
Krp |
Krs |
Krt |
Kru |
Kry |
Krz
 
Kraa |
Krab |
Krac |
Krad |
Krae |
Kraf |
Krag |
Krah |
Krai |
Kraj |
Krak |
Kral |
Kram |
Kran |
Krap |
Krar |
Kras |
Krat |
Krau |
Krav |
Kraw |
Krax |
Kray |
Kraz
Die Liste der Biografien führt alle Personen auf, die in der deutschsprachigen Wikipedia einen Artikel haben. Dieses ist eine Teilliste mit 214 Einträgen von Personen, deren Namen mit den Buchstaben „Krat“ beginnt.

## Krat

### Krata
- Kratassiuki, Wiktor (1949–2003), sowjetischer Kanute

### Krate
- Kratelli, Josephine (* 1950), ungarische Sängerin
- Kratena, Kurt (* 1961), österreichischer Ökonom
- Kratěna, Ondřej (* 1977), tschechischer Eishockeyspieler
- Krateros, Günstling Archelaos’ I., angeblicher König Makedoniens
- Krateros († 320 v. Chr.), makedonischer Feldherr Alexanders des GroßenKrateros († 320 v. Chr.)

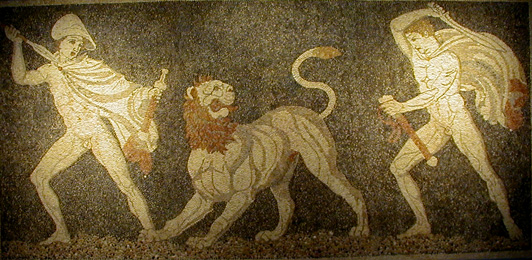
Krateros († 320 v. Chr.)

- Krateros der Makedone, griechischer Historiker
- Krateros von Korinth, makedonischer Statthalter von Korinth
- Krates, antiker griechischer Toreut
- Krates von Athen, antiker griechischer Philosoph
- Krates von Mallos, griechischer Grammatiker und stoischer Philosoph
- Krates von Tarsos, antiker griechischer Philosoph
- Krates von Theben, antiker kynischer Philosoph
- Kratesikleia († 219 v. Chr.), spartanische Königin
- Kratesipolis, Herrin von Sikyon und Korinth
- Krateuas, griechischer Arzt und Pharmakologe

### Krath
- Krathwohl, David (1921–2016), US-amerikanischer Psychologe und Erziehungswissenschaftler

### Krati
- Kratina, Heinrich (1906–1944), deutscher kommunistischer Widerstandskämpfer
- Kratina, Josef (1862–1942), deutscher Violinist und Musikpädagoge
- Kratina, Josef (* 1942), tschechoslowakischer Radrennfahrer
- Kratina, Richard C. (1928–1999), US-amerikanischer Kameramann
- Kratina, Rudolf Josef (1890–1967), deutsch-amerikanischer Violoncellist und Musikpädagoge
- Kratina, Valeria (1892–1983), deutsche Tänzerin, Choreografin und Tanzpädagogin
- Kratinos († 423 v. Chr.), griechischer Komödiendichter und Zeitgenosse des Aristophanes
- Kratippos von Athen, griechischer Historiker
- Kratippos von Pergamon, griechischer Philosoph
- Kratisch, Ingo (* 1945), deutscher Kameramann und Filmemacher

### Kratk
- Krätke, Michael R. (* 1949), deutscher Politikwissenschaftler, Professor für Politikwissenschaft und Ökonomie an der Universität von Amsterdam
- Krätke, Olaf (* 1959), deutscher Schauspieler, Regisseur, Autor und FilmproduzentOlaf Krätke (* 1959)

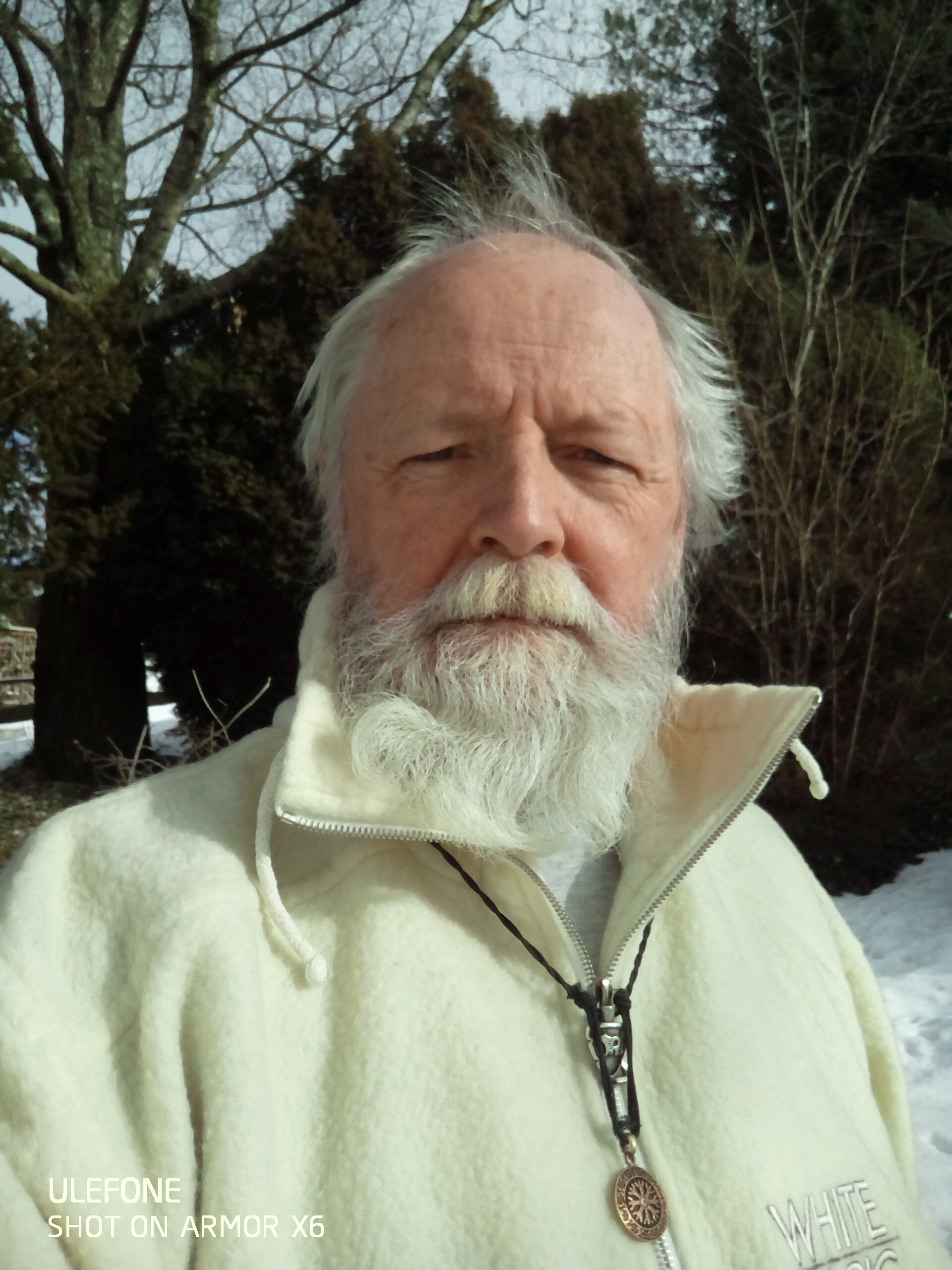
Olaf Krätke (* 1959)

- Krätke, Stefan (* 1952), deutscher Geograph, Raumplaner und Architekt
- Kratkey, Heinz (1923–2005), deutscher Politiker (NDPD), MdV
- Kratkow, Dmitri Wiktorowitsch (* 2002), russischer Fußballspieler
- Kratkowski, Stanley (1912–1962), US-amerikanischer Gewichtheber
- Kratky, Christoph (* 1946), österreichischer Strukturbiologe
- Kratky, Emanuel (1824–1901), böhmischer Redemptorist und Maler
- Kratky, Gerhard (1958–1994), österreichischer Fußballspieler und Fußballtrainer
- Kratky, Josef (1907–1989), österreichischer Politiker (SPÖ), Abgeordneter zum Nationalrat, Mitglied des Bundesrates
- Kratky, Josef M. (1901–1975), österreichischer Kapellmeister, Alleinunterhalter und Komponist
- Kratky, Otto (1902–1995), österreichischer Physikochemiker
- Kratky, Robert (* 1973), österreichischer RadiomoderatorRobert Kratky (* 1973)

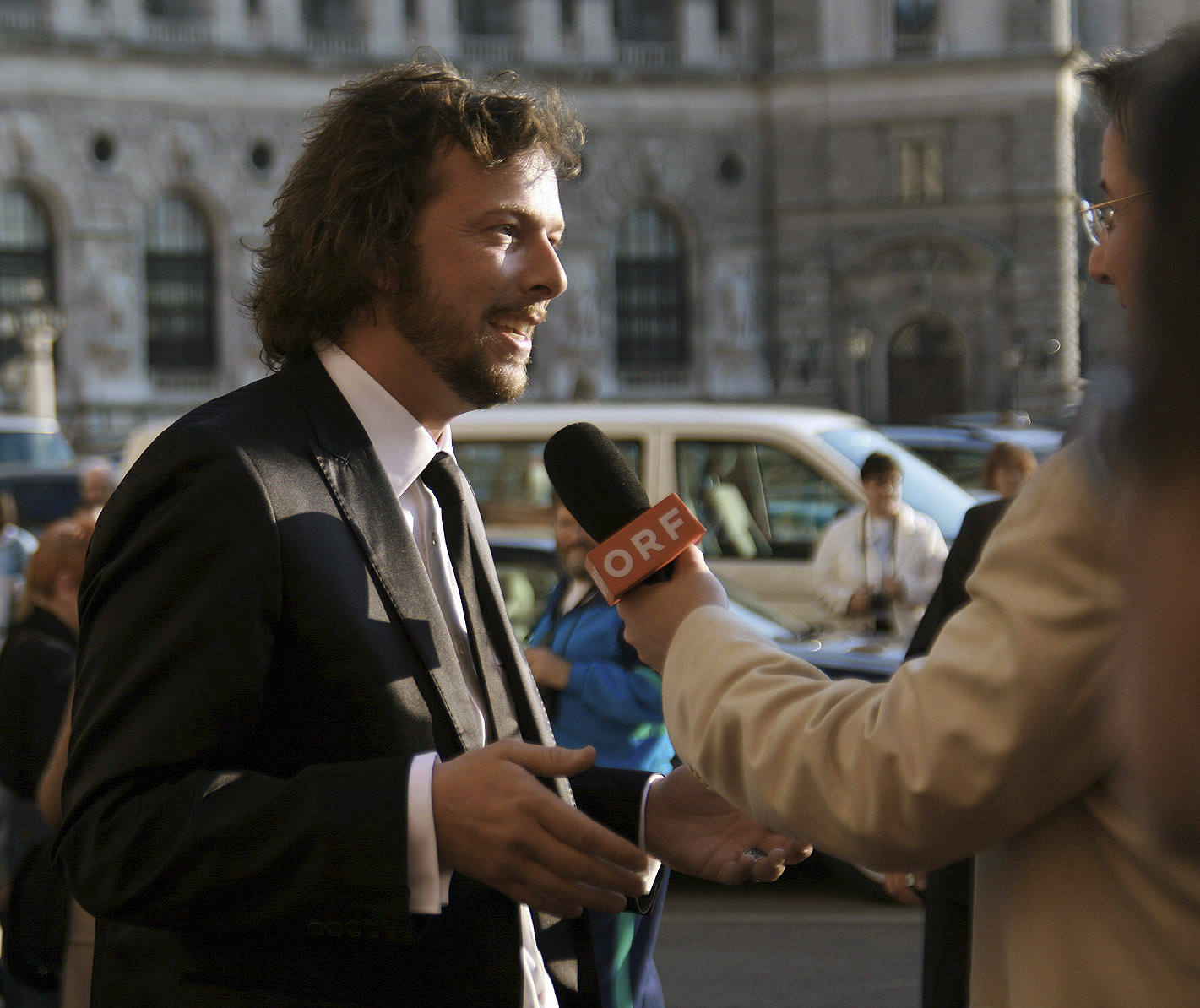
Robert Kratky (* 1973)

- Kratky-Baschik, Anton († 1889), Zauberkünstler und Schausteller

### Kratn
- Kratner, Walter (1954–2023), österreichischer Künstler

### Krato
- Kratochvil, Alexander (* 1965), deutscher Literaturkritiker, Übersetzer und Essayist
- Kratochvil, Antonín (1924–2004), tschechischer Schriftsteller
- Kratochvil, Claudia, deutsche Drehbuchautorin
- Kratochvíl, František († 1932), tschechischer Politiker und Schlossermeister
- Kratochvíl, Jaroslav (1885–1945), tschechischer Schriftsteller
- Kratochvil, Jiří (* 1940), tschechischer Schriftsteller
- Kratochvíl, Martin (* 1946), tschechischer Jazzmusiker (Piano, Komposition), Dokumentarfilmer und Geschäftsmann
- Kratochvil, Michel (* 1979), Schweizer Tennisspieler
- Kratochvíl, Miloš Václav (1904–1988), tschechischer Schriftsteller, Drehbuchautor und Dramaturg
- Kratochvíl, Roman (* 1974), slowakischer Fußballspieler
- Kratochvílová, Jarmila (* 1951), tschechische LeichtathletinJarmila Kratochvílová (* 1951)

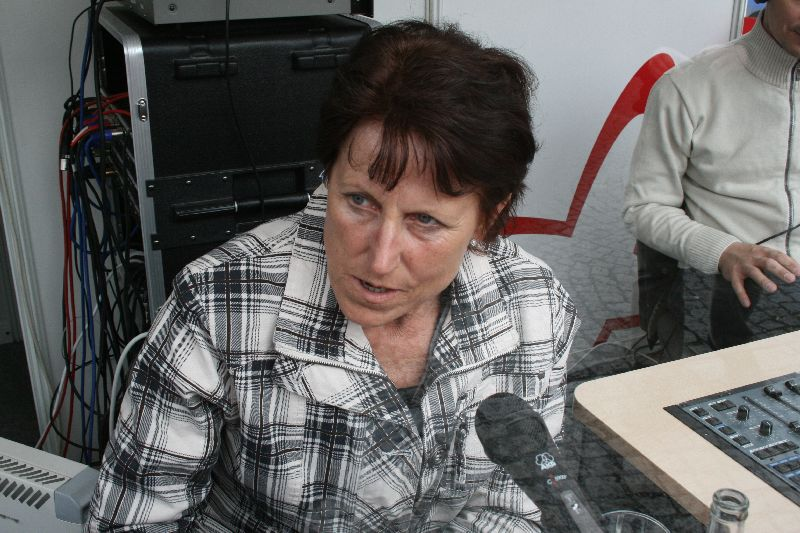
Jarmila Kratochvílová (* 1951)

- Kratochvílová, Monika (* 1974), tschechische Tennisspielerin
- Kratochwil, Anselm (* 1951), deutscher Biologe, Hochschullehrer und Vertreter der Biozönologie
- Kratochwil, Ernst-Frieder (* 1944), deutscher Dramaturg und Hörspielautor
- Kratochwil, Franz (1948–2019), österreichischer Schauspieler und Autor
- Kratochwil, Friedrich (* 1944), deutscher Politikwissenschaftler
- Kratochwil, Germán (* 1938), österreichisch-argentinischer Sozialwissenschaftler und Schriftsteller
- Kratochwil, Halina (* 1972), deutsche Kostüm- und Bühnenbildnerin
- Kratochwil, Heinz (1933–1995), österreichischer Komponist
- Kratochwil, Otto, Orgelbauer in Bonn
- Kratochwil, Siegfried L. (1916–2005), österreichischer Maler und Dichter
- Kratochwil, Tilla (* 1974), deutsche Film- und Theaterschauspielerin
- Kratochwil, Veronika (* 1988), österreichische Wasserspringerin
- Kratochwill, Rudolf (1898–1974), deutscher Versicherungsmanager
- Kratochwjle, Friedrich (1882–1956), österreichischer Landschaftsarchitekt
- Kratofiel, Joseph (1870–1949), deutscher Politiker (BVP), MdL
- Kratohwil, Christa (* 1944), österreichische Politikerin (FPÖ), Landtagsabgeordnete
- Krátoška, Aleš (* 1974), tschechischer Eishockeyspieler
- Kratovil, Frank (* 1968), US-amerikanischer Politiker
- Kratovskis, Teodors (1914–1936), lettischer Fußballspieler
- Kratow, Ilja (* 2000), kasachischer Skispringer
- Kratow, Oleksandr (* 1985), ukrainischer Orientierungsläufer

### Krats
- Kratsa-Tsagaropoulou, Rodi (* 1953), griechische Politikerin (ND), MdEP
- Kratsch, Günther (1930–2006), deutscher Generalleutnant des Ministeriums für Staatssicherheit der DDR, Chef der Spionageabwehr
- Kratsch, Joachim (* 1937), deutscher Grafiker und Maler
- Kratsch, Werner (1912–1993), deutscher Bibliothekar
- Krätschell, Werner (* 1940), deutscher evangelischer Geistlicher, Friedenskreises Pankow
- Kratscheuski, Pjotr (1879–1928), belarussischer Politiker, Präsident der Rada BNR
- Kratschewskaja, Swetlana Iwanowna (* 1944), sowjetische Kugelstoßerin
- Kratschinow, Semjon (* 1986), russischer Jongleur
- Kratschkowskaja, Natalja Leonidowna (1938–2016), sowjetische und russische Schauspielerin
- Kratschkowski, Ignati Julianowitsch (1883–1951), russischer Arabist
- Krätschmann, Ute (* 1972), deutsche Basketballspielerin
- Kratschmar, Radomir (* 1950), deutsch-tschechischer Eishockeyspieler
- Krätschmar, Tania (* 1960), deutsche Autorin von Romanen
- Kratschmer von Forstburg, Florian (1843–1922), österreichischer Hygieniker
- Kratschmer, Edwin (* 1931), deutscher Schriftsteller, Literatur- und Kunstwissenschaftler
- Krätschmer, Ernst-Günther (1920–1984), deutscher SS-Führer
- Kratschmer, Guido (* 1953), deutscher LeichtathletGuido Kratschmer (* 1953)

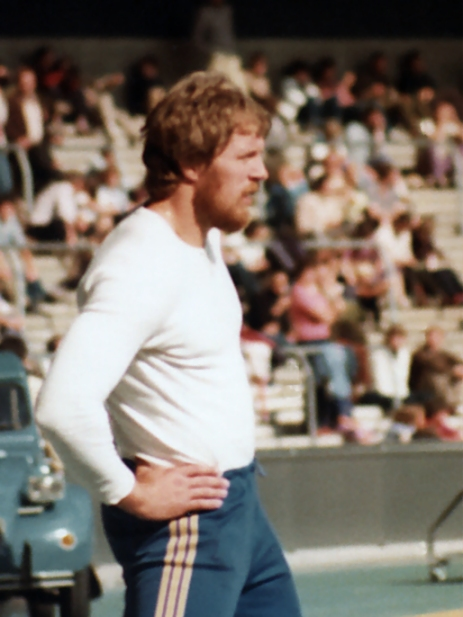
Guido Kratschmer (* 1953)

- Krätschmer, Pius (* 1997), deutscher Fußballspieler
- Krätschmer, Rudolf (1945–2024), deutscher Fußballspieler
- Krätschmer, Simon (* 1979), deutscher FernsehmoderatorSimon Krätschmer (* 1979)

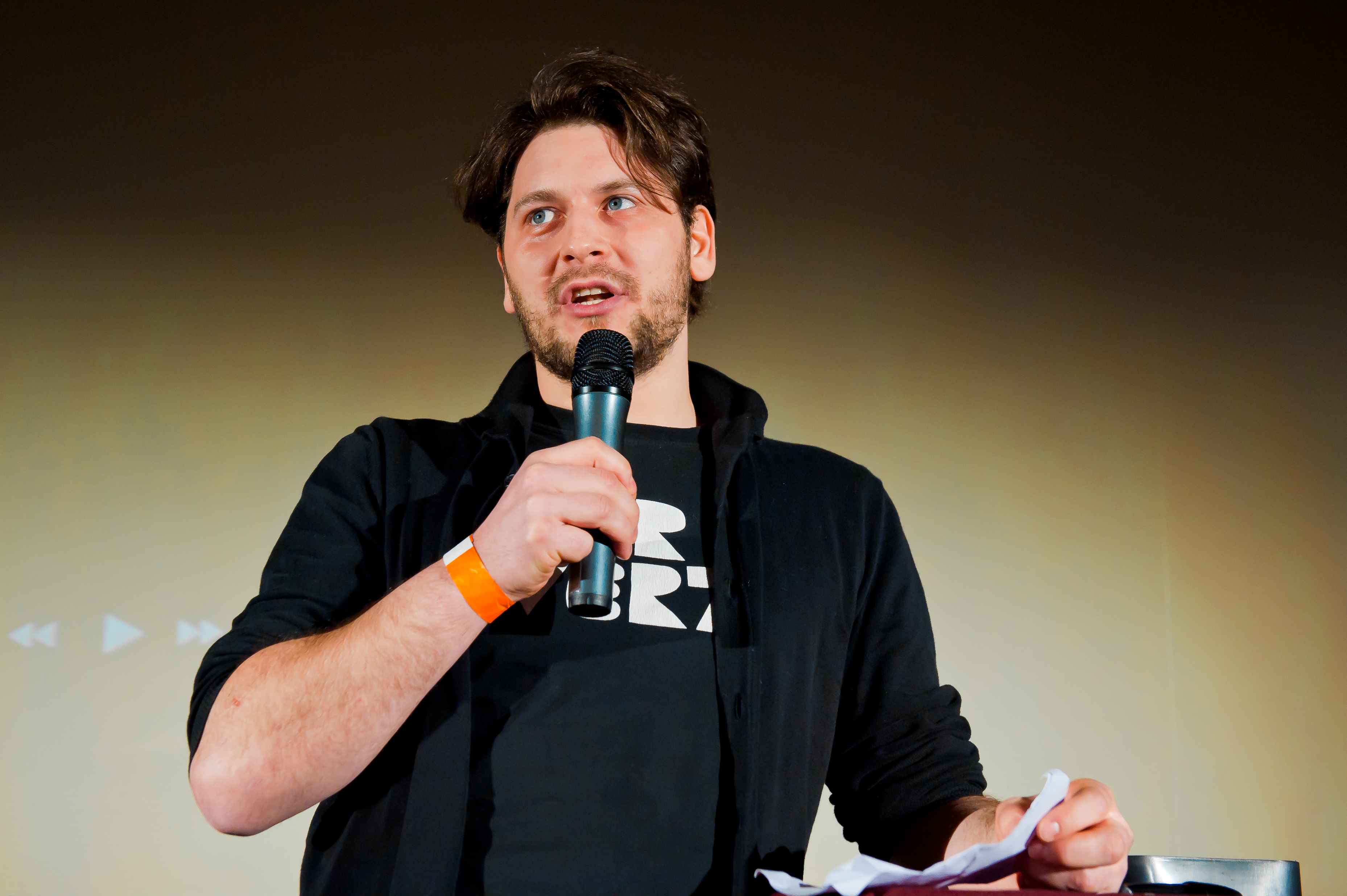
Simon Krätschmer (* 1979)

- Krätschmer, Wolfgang (* 1942), deutscher Physiker

### Kratt
- Kratt, August (1882–1969), deutscher Kaufmann, aktives Mitglied der NSDAP und kommissarischer Bürgermeister von Radolfzell am Bodensee (1942–1945)
- Kratt, Karin (* 1985), deutsche Autorin von Fantasy-Romanen und Kurzgeschichten
- Kratt, Ronan (* 2003), kanadischer Fußballspieler
- Kratt, Willi (* 1905), deutscher Landrat des Unterlahnkreises und Ministerialbeamter
- Krattenmacher, Maurice (* 2005), deutscher Fußballspieler
- Krattenthaler, Christian (* 1958), österreichischer Mathematiker
- Krättenweber (1858–1920), schwäbisches Original
- Kratter, Elena (* 1996), Schweizer Para-Leichtathletin
- Kratter, Giacomo (* 1982), italienischer Snowboarder
- Kratter, Julius (1848–1926), österreichischer Rechtsmediziner und Rektor der Universität Graz
- Kratter, Moreno (* 1998), Schweizer Kunstturner
- Krattiger, Hans (1914–1993), Schweizer Theologe, Redakteur, Dichter, Holzschneider und Maler
- Krattiger, Marco (* 1994), Schweizer Volleyball- und Beachvolleyballspieler
- Krattiger, Peter (* 1957), Schweizer Gitarrist, Komponist, Produzent, Arrangeur, Grafiker und Kunstmaler
- Krattiger, Ursa (* 1946), Schweizer Historikerin und Journalistin
- Krättli, Anton (1922–2010), Schweizer Literatur- und Theaterkritiker, Journalist und Redakteur
- Krattner, Karl (1862–1926), deutsch-böhmischer Maler

### Kraty
- Kratylos, antiker griechischer Philosoph
- Kratysch, Ilana (* 1990), israelische Ringerin

### Kratz
- Kratz von Scharfenstein, Margaretha († 1532), Oberin des Klosters Maria Engelport
- Kratz von Scharfenstein, Philipp II. (1540–1604), Bischof von Worms (1604)
- Kratz, Anna (* 1861), Bordellbetreiberin in Bayreuth
- Kratz, Artur (1927–2004), deutscher Restaurator, Bildhauer und Maler
- Kratz, Benjamin (1829–1869), deutscher Genre- und Porträtmaler der Düsseldorfer Schule
- Kratz, Carl (1808–1869), Landtagsabgeordneter Waldeck
- Kratz, Christian (* 1953), französischer Geistlicher, römisch-katholischer Bischof
- Kratz, Christian (* 1968), deutscher Pädiater und Hochschullehrer
- Kratz, Franz Josef (1809–1875), deutscher Jurist und Politiker, MdR
- Kratz, Gerda (1926–2011), deutsche Bildhauerin
- Kratz, Gustav (1829–1864), deutscher Historiker
- Kratz, Gustav Heinrich (1798–1874), deutscher Politiker, pommerscher Gutsbesitzer
- Kratz, Harry (* 1945), Kinderdarsteller
- Kratz, Hermann (1865–1943), Ministerialbeamter und Kreisrat im Großherzogtum Hessen
- Kratz, Jens Volker (1944–2024), deutscher Kernchemiker
- Kratz, Johann Kaspar (1698–1737), deutscher Missionar und Märtyrer
- Kratz, Johann Michael (1807–1885), deutscher Historiker
- Krätz, Josef (* 1954), deutscher Gastronom
- Kratz, Josefine (1876–1906), österreichische Opernsängerin (Sopran)
- Kratz, Karel (1893–1962), niederländischer Wasserballspieler
- Kratz, Karl-Ludwig (1941–2025), deutscher Kernchemiker und Astrophysiker
- Kratz, Käthe (* 1947), österreichische Filmemacherin und Schriftstellerin
- Kratz, Kevin (* 1987), deutscher Fußballspieler
- Kratz, Ludwig (1911–1957), deutscher Chemiker
- Kratz, Margret (* 1962), deutsche Fußballspielerin und TrainerinMargret Kratz (* 1962)

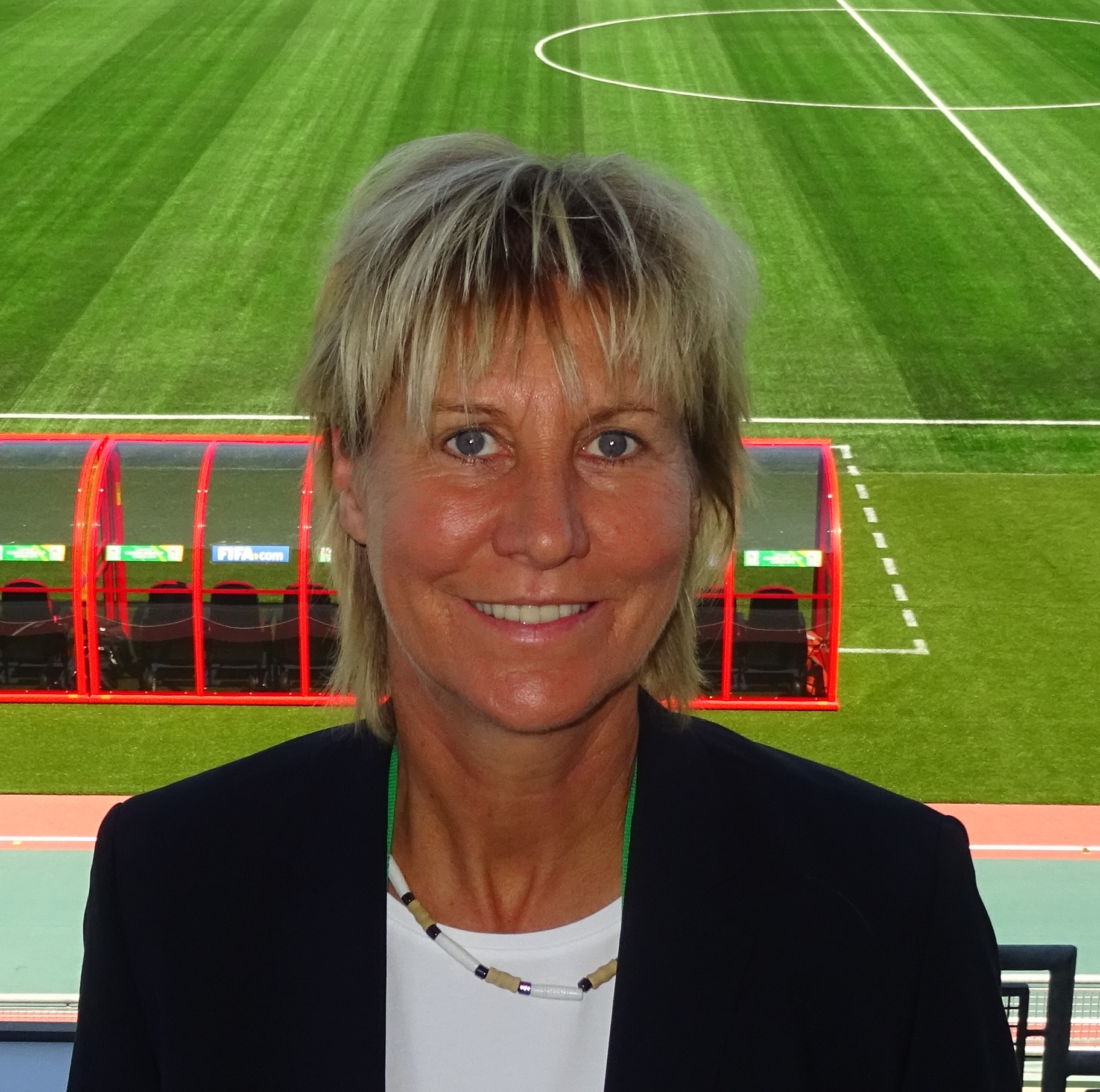
Margret Kratz (* 1962)

- Kratz, Max (1921–2000), deutscher Bildhauer und Hochschullehrer
- Krätz, Otto (* 1937), deutscher Chemiker und Chemiehistoriker
- Kratz, Paul (1878–1939), deutscher Bergingenieur und Manager im Steinkohlenbergbau
- Kratz, Paul (1884–1958), deutscher Bildhauer
- Kratz, Paul (1921–1994), deutscher Gewerkschafter und Politiker (SPD), MdB
- Kratz, Reinhard Gregor (* 1957), evangelischer Theologe und Alttestamentler
- Kratz, Robert (1898–1978), deutscher Gehörlosenaktivist
- Kratz, Thomas (* 1972), deutscher Künstler
- Kratz, Walter (* 1896), deutscher Gutsbeamter und Politiker (NSDAP), MdPl
- Kratz, Walter (1899–1957), österreichischer Architekt
- Kratz, Werner (* 1949), deutscher Ökologe
- Kratz, Wilhelm (1873–1945), deutscher Nadelfabrikant und Fayencensammler
- Kratz, Wilhelm (1874–1955), deutscher Theologe
- Kratz, Wilhelm (1902–1944), deutscher Widerstandskämpfer gegen den Nationalsozialismus
- Kratz, Wilhelm (1905–1986), deutscher Jurist und Politiker (CDU), MdB
- Kratzat, Gerhard (1909–1944), deutscher Widerstandskämpfer gegen den Nationalsozialismus
- Krätzel, Ekkehard (1935–2019), deutscher Mathematiker und Hochschullehrer
- Kratzel, Günter (* 1925), deutscher Slawist
- Kratzel, Klaus (1940–1965), deutsches Todesopfer der Berliner Mauer
- Kratzenberg, Damian (1878–1946), luxemburgischer Nationalsozialist
- Kratzenberg, Ernst (1896–1984), deutscher Konteradmiral der Kriegsmarine
- Kratzenberg, Hans (* 1867), deutscher Landwirt und Politiker (DVP, DB), MdL
- Kratzenberg, Jürgen (* 1944), deutscher Komponist, Songwriter und Autor
- Kratzenstein, Christian Gottlieb (1723–1795), deutscher Physiker, Hochschullehrer und Naturforscher
- Kratzenstein, Eduard (1823–1896), deutscher Theologe, Missionsinspektor und theologischer Lehrer bei der Berliner Missionsgesellschaft
- Kratzenstein, Johann Heinrich (1728–1790), braunschweigischer Jurist und Hofrat
- Kratzenstein, Joseph (1904–1990), deutscher Pädagoge und Rabbiner
- Krätzer, Adolf (1812–1881), deutscher Jurist und Politiker (Zentrum), MdR
- Kratzer, Adolf (1893–1983), deutscher theoretischer Physiker
- Kratzer, Alexander (* 1971), österreichischer Schauspieler, Hörspielsprecher, Regisseur, Autor und Theaterleiter
- Kratzer, Alfred (1935–2008), deutscher Fußballspieler
- Kratzer, Alois (1907–1990), deutscher Skispringer
- Kratzer, Angelika, deutsche Linguistin
- Kratzer, Ashley (* 1999), US-amerikanische Tennisspielerin
- Kratzer, Elke (* 1971), deutsche Filmproduzentin, Autorin und Regisseurin
- Kratzer, Evi (* 1961), schweizerische Skilangläuferin
- Kratzer, Hans (* 1957), deutscher Redakteur, Journalist und Autor
- Kratzer, Hertha (* 1940), österreichische Schriftstellerin
- Kratzer, Jakob (1892–1974), deutscher Jurist, Verwaltungsrichter
- Kratzer, Jan (* 1970), deutscher Soziologe und Wirtschaftswissenschaftler
- Kratzer, Kaspar (* 1545), deutscher Jesuit und lutherischer Theologe
- Kratzer, Leon (* 1997), deutscher BasketballspielerLeon Kratzer (* 1997)

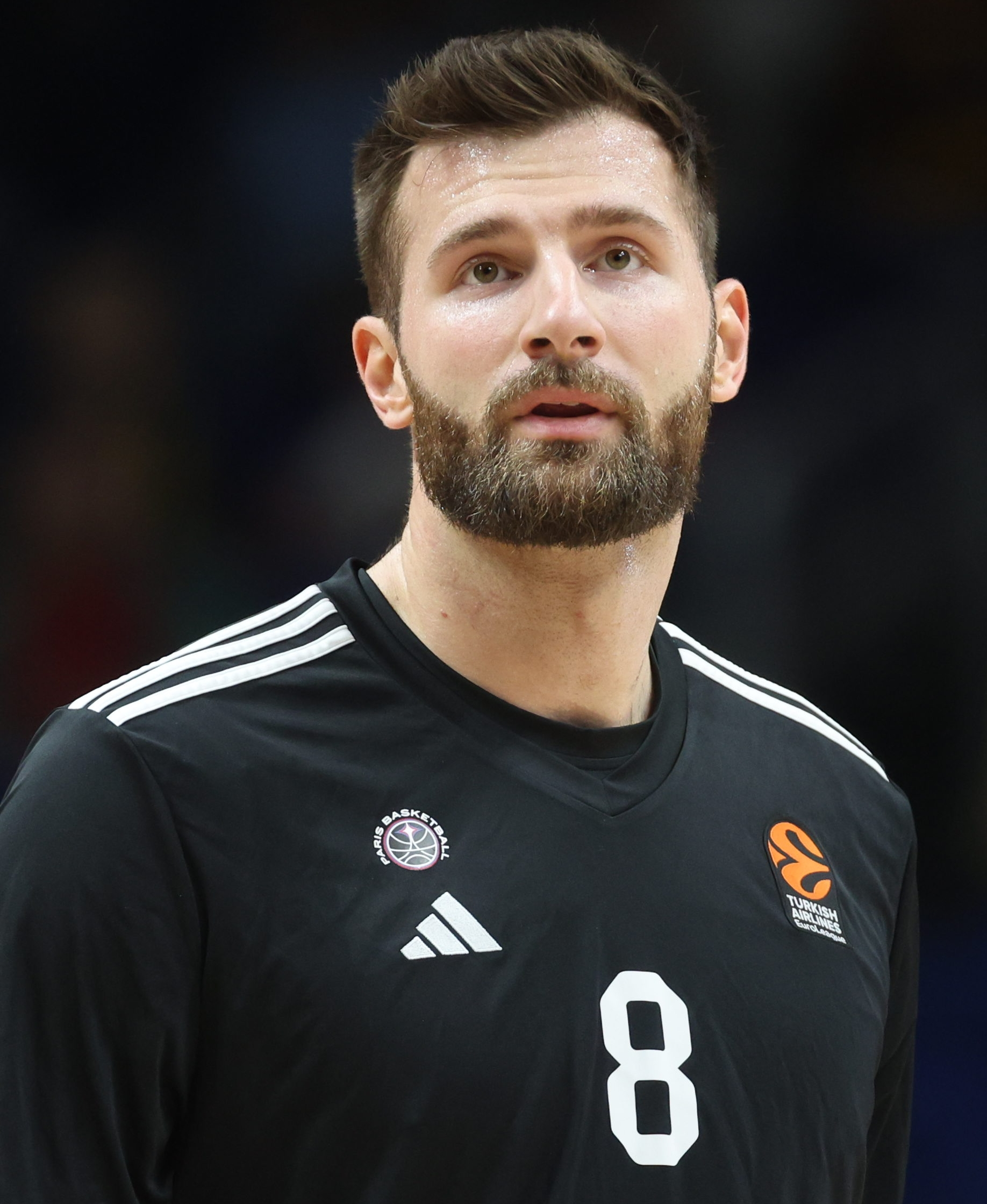
Leon Kratzer (* 1997)

- Krätzer, Michael (* 1962), deutscher Fußballspieler
- Kratzer, Nicolaus (* 1487), deutscher Humanist, Mathematiker und Astronom
- Kratzer, Nils-Johannes (* 1973), deutscher Fachanwalt für Arbeitsrecht und Strafverteidiger
- Kratzer, Rupert (1945–2013), deutscher Bahnradsportler
- Kratzer, Sophie (1989–2020), deutsche Eishockeyspielerin
- Krätzer, Theodor (1914–1997), deutscher SS-Obersturmführer im KZ Auschwitz
- Kratzer, Tobias (* 1980), deutscher Theater- und Opernregisseur
- Kratzert, Armin (* 1957), deutscher Schriftsteller, Kritiker und Journalist
- Kratzert, Hans (1883–1958), deutscher Generalleutnant im Zweiten Weltkrieg
- Kratzert, Hans (1940–2023), deutscher Regisseur
- Kratzert, Rudolf (1946–2018), deutscher Klavierpädagoge, Pianist und Lehrer der Alexander-Technik
- Krätzig, Frans (* 2003), deutscher Fußballspieler
- Krätzig, Helmut (1933–2018), deutscher Filmregisseur und Drehbuchautor
- Krätzig, Hermann (1871–1954), deutscher Politiker (SPD), MdR
- Krätzig, Johannes (1915–1991), deutscher Politiker und Parteifunktionär der DDR-CDU
- Krätzig, Wilfried (1932–2017), deutscher Bauingenieur
- Kratzin, Sigmar (1940–2023), deutscher Maler des Phantastischen Realismus
- Kratzke, Marlo (* 1992), deutscher Kommunalpolitiker (SPD)
- Krätzl, Helmut (1931–2023), österreichischer, katholischer Weihbischof der Erzdiözese WienHelmut Krätzl (1931–2023)

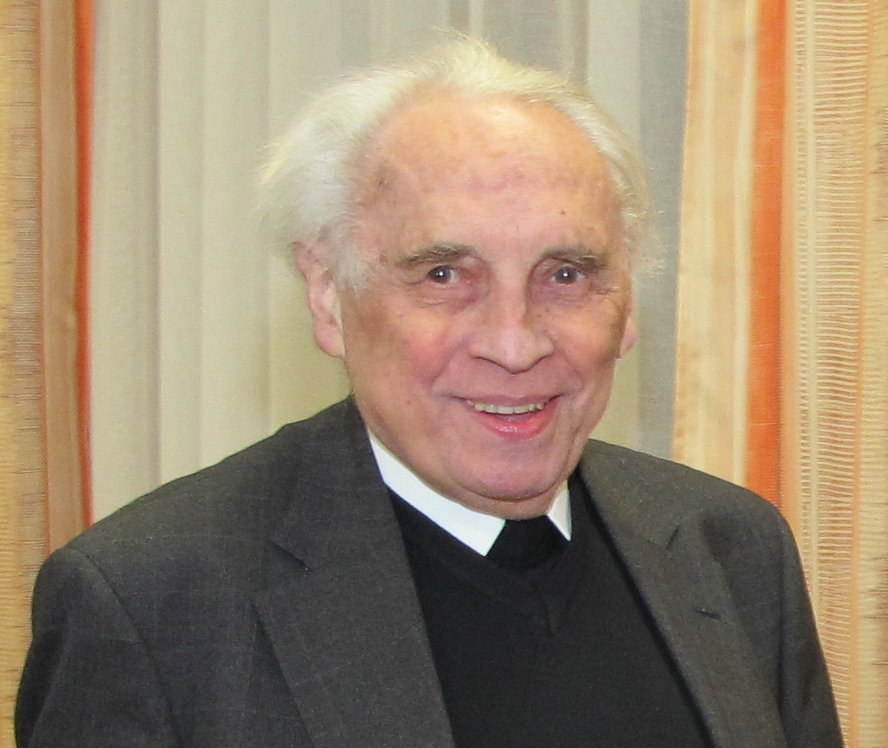
Helmut Krätzl (1931–2023)

- Kratzl, Karl Ferdinand (* 1953), österreichischer Kabarettist, Schauspieler und Autor
- Kratzmair, Hansjakob (1927–2024), deutscher Konteradmiral
- Kratzmann, Andrew (* 1971), australischer Tennisspieler
- Kratzmann, Eduard (1847–1922), österreichischer Glasmaler
- Kratzmann, Ernst (1889–1950), österreichischer Autor
- Kratzmann, Gustav (1812–1902), böhmischer Maler und Restaurator
- Kratzmann, Jürgen E. (* 1946), deutscher Marineoffizier und Journalist
- Kratzmann, Mark (* 1966), australischer Tennisspieler
- Kratzsch, Dieter (1939–2024), deutscher Eishockeyspieler
- Kratzsch, Friedrich (* 1946), deutscher Pädagoge, Heimatforscher und Autor
- Kratzsch, Johann Friedrich, deutscher Archivar und Sachbuchautor
- Kratzsch, Konrad (1931–2024), deutscher Literaturwissenschaftler
- Kratzsch, Otto Hermann (1840–1880), deutscher Kaufmann und Unternehmer
- Krätzschmar, Wilfried (* 1944), deutscher Komponist